# 石桥苗族土家族乡
石桥苗族土家族乡是中华人民共和国重庆市武隆区下辖的一个民族乡。

## 行政区划
石桥苗族土家族乡下辖以下村级行政区划单位：
石桥社区、八角村、贾角村、六棱村、香龙村、天池村和大坪村。